# Armia Rezerwowa (III Rzesza)
Armia Rezerwowa (wojska zapasowe, niem. Ersatzheer) – część Wehrmachtu w czasie II wojny światowej składająca się z jednostek stacjonujących na terytorium III Rzeszy, złożona z organów dowodzenia, urzędów administracji wojskowej, jednostek szkoleniowych oraz jednostek wartowniczych. Wielu oficerów Armii Rezerwowej uczestniczyło w spisku i zamachu 20 lipca 1944.

## Nazwa
Niemieckie określenie Ersatzheer zazwyczaj tłumaczone jest jako Armia Rezerwowa (armia rezerwowa) lub wojska zapasowe (od Ersatz ‘zastępstwo’, ‘zamiana’, 'rezerwa', uzupełnienie). Jednostki uzupełnienia Ersatz zasadniczo należy odróżnić jednak od jednostek rezerwowych (Reserve), które zazwyczaj stanowiły ogniwo przejściowe pomiędzy Ersatz a jednostkami frontowymi i były lokowane w strefie między granicami Rzeszy a linią frontu.

## Historia
Jednostki Ersatzheer pojawiły się w Armii Cesarstwa Niemieckiego w czasie I wojny światowej.
Armia Rezerwowa została utworzona 26 sierpnia 1939. W czasie II wojny światowej Armia Rezerwowa obejmowała w okresie od 1941 do 1943 ponad dwa miliony żołnierzy. Wraz z postępami koalicji antyhitlerowskiej rosło zapotrzebowanie na żołnierzy na froncie, a tym samym i wielkość Ersatzheer, które w grudniu 1944 liczyło 2,5 mln żołnierzy.
Wielu oficerów Armii Rezerwowej związanych było z zamachem na Hitlera w dniu 20 lipca 1944. Spiskowcy planowali wykorzystać jednostki Ersatzheer do opanowania newralgicznych punktów III Rzeszy i przejęcia kontroli nad państwem.
Po fiasku zamachu Adolf Hitler nakazał podporządkowanie Armii Rezerwowej Reichsführerowi SS Heinrichowi Himmlerowi, gdyż nie ufał oficerom Wehrmachtu. Rzeczywiste dowodzenie Armią Rezerwową Himmler powierzył, jako swojemu namiestnikowi, Hansowi Jüttnerowi, którego mianował swoim szefem sztabu oraz szefem uzbrojenia armii i głównodowodzącym armii rezerwowej (Chef der Heeresrüstung und Befehlshaber des Ersatzheers – nazwa funkcji pełnionej przez Fromma).
Na podstawie dekretu Adolfa Hitlera z 25 września 1944 Armii Rezerwowej powierzono uzbrojenie, wyposażenie i wyszkolenie Volkssturmu. Te same zadania miała ona w odniesieniu do dywizji grenadierów ludowych.
Pod koniec wojny coraz więcej jednostek zapasowych było kierowanych wprost na front. Z Armii Rezerwowej tworzono ostatnie kontyngenty sił zbrojnych Rzeszy.

### Liczebność i skład osobowy
- jednostki zapasowe (1330 tys.):
  - bataliony marszowe przygotowane do odprawy do armii czynnej: 400 tys.
  - rekruci przechodzący szkolenie bojowe: 500 tys.
  - pododdziały ozdrowieńców: 200 tys.
  - stały personel jednostek zapasowych, jednostek szkolnych i szkół wojskowych: 230 tys.
- ranni i chorzy w szpitalach (700 tys.)
- pozostały personel Armii Rezerwowej (470 tys.):
  - jednostki ochrony: 300 tys.
  - sztaby, terytorialne instytucje wojskowe, personel medyczno-sanitarny: 170 tys.

.
Liczebność Armii Rezerwowej wahała się od blisko 1 mln we wrześniu 1939 do 2,5 mln w grudniu 1944.
| Rok  | Wojska polowe (Feldheer) | Armia Rezerwowa (Ersatzheer) | Razem     |
| ---- | ------------------------ | ---------------------------- | --------- |
| 1939 | 2.741.000                | 996.000                      | 3.737.000 |
| 1940 | 3.650.000                | 900.000                      | 4.550.000 |
| 1941 | 3.800.000                | 1.200.000                    | 5.000.000 |
| 1942 | 4.000.000                | 1.800.000                    | 5.800.000 |
| 1943 | 4.250.000                | 2.300.000                    | 6.550.000 |
| 1944 | 4.000.000                | 2.510.000                    | 6.510.000 |
| 1945 | 3.800.000                | 1.500.000                    | 5.300.000 |

## Zadania
Armia Rezerwowa miała za zadanie szkolenie żołnierzy, a także testowanie i wdrażanie innowacji technicznych. Zawierała inspektoraty dla poszczególnych rodzajów wojsk, których celem było szkolenie żołnierzy, w tym oficerów. Częścią Armii Rezerwowej były także Zarząd Ogólny Wojsk Lądowych (Allgemeines Heeresamt), Urząd Uzbrojenia Wojska (Heereswaffenamt) i Urząd Administracyjny Wojsk Lądowych (Heeresverwaltungsamt). W 1944 Armii Rezerwowej podporządkowano także Urząd Personalny Wojsk Lądowych (Heerespersonalamt, dział kadr).
Wszystkie niemieckie dywizje miały na obszarze Rzeszy jednostki szkoleniowe w sile pułku, które stanowiły oddziały Armii Rezerwowej. W tych pułkach rekrutów poddawano szkoleniu podstawowemu, a następnie wysyłano do właściwej jednostki bojowej. Armia Rezerwowa obejmowała również wszystkich żołnierzy, którzy byli na urlopach, w szpitalach lub w inny sposób na rekonwalescencji lub szkoleniu w Rzeszy. Przypisanie do Armii Rezerwowej było automatyczne, aż żołnierz powrócił do swojej jednostki na froncie.

### Pobór i mobilizacja
Armia Rezerwowa przeprowadzała pobór i mobilizację w oparciu o swoją strukturę terytorialną, a ta z kolei wyrastała z podziału Rzeszy na okręgi wojskowe (Wehrkreise). W każdym z okręgów komendant wojsk zapasowych (Kommandeur der Ersatztruppen) tworzył dywizję złożoną z pułków i batalionów zapasowych różnych specjalności, gdzie poborowi odbywali szkolenie przed wysłaniem do jednostek armii czynnej.
Zgodnie z zasadami państwa totalitarnego także przebieg mobilizacji znajdował się pod kontrolą partyjną. Za jego kształt w danym okręgu wojskowym (Wehrkreise) odpowiadał przed Führerem najważniejszy na danym terenie Gauleiter NSDAP jako jeden z komisarzy obrony Rzeszy (Reichsverteidigungskommissar), podlegający Radzie Ministrów ds. Obrony Rzeszy (Ministerrat für die Reichsverteidigung) – stałego gremium obradującego pod przewodnictwem Hermanna Göringa w ramach Rady Obrony Rzeszy (Reichsverteidigungsrat) pod przewodnictwem Hitlera.

### Szkolenie
BdE prowadziło szkolenie wszystkich rodzajów wojsk. Szefem wyszkolenia w Armii Rezerwowej był od września 1942 General der Pioniere Walter Kuntze, któremu podlegały inspektoraty nadzorujące szkolenie danej specjalności wojskowej. Jedynie za szkolenie wojsk pancernych odpowiadał Generaloberst Heinz Guderian jako inspektor generalny tych wojsk. Ponadto szefowi wyszkolenia w ramach BdE podlegał inspektor szkół wojskowych oraz wydział filmów szkoleniowych.

### Siły okupacyjne
Na podstawie dyrektywy 46 Armia Rezerwowa miała wysyłać na wschód żołnierzy i jednostki odbywające szkolenie oraz wyznaczyć dywizje do służby w strefach bezpieczeństwa. W ten sposób system Wehrkreise został rozszerzony na terytoria okupowane. Średnia wieku oraz poziom wyszkolenia żołnierzy w jednostkach rezerwowych były bardzo niskie.

### Operacja Walkiria
Zimą 1941/1942 generał Friedrich Olbricht, przy czynnym udziale Wilhelma Canarisa, opracował plany operacji „Walkiria”. Przygotowano je na wypadek zaistnienia sytuacji kryzysowej w państwie. Przewidywały one mobilizację wszystkich wojskowych jednostek znajdujących się na terenie Rzeszy, głównie zaś wojsk rezerwowych generała Friedricha Fromma. Plany te zaakceptował sam Adolf Hitler, którego przekonano o zagrożeniu, jakie stanowi czteromilionowa armia cudzoziemskich robotników przymusowych. Upoważnionym do uruchomienia w ciągu sześciu godzin tak sformowanej armii o dużej sile uderzeniowej był jedynie generał Fromm. Plany operacji i sposób ich realizacji pozostawały wyłącznie w gestii wojska – ani NSDAP, ani SS nic o nich nie wiedziały.
Plany operacji „Walkiria” wykorzystali zamachowcy 20 lipca 1944, wśród których było wielu żołnierzy Armii Rezerwowej.
Po podporządkowaniu Armii Rezerwowej Himmlerowi nadal pełniła ona swoje zadania jako organ kierujący i koordynujący działalność okręgów wojskowych.

## Dowódcy
- General der Infanterie Joachim von Stülpnagel(inne języki) (od 26 do 31 sierpnia 1939)
- Generaloberst Friedrich Fromm (od 31 sierpnia 1939 dowodził Armią Rezerwową jako szef AHA (Allgemeines Heeresamt), od 16 listopada 1939 do 21 lipca 1944 jako Chef der Heeresrüstung und des Ersatzheeres)
  - Oberst Claus Schenk Graf von Stauffenberg (szef sztabu, od 1 do 20 lipca 1944, mianowany w związku z przygotowaniami do zamachu 20 lipca)
- Reichsführer-SS Heinrich Himmler (od 21 lipca 1944 do kwietnia 1945)
  - SS-Obergruppenführer und General der Waffen-SS Hans Jüttner(inne języki) (Chef der Heeresrüstung und Befehlshaber des Ersatzheers, faktyczny dowódca od 21 lipca 1944 do kwietnia 1945)

Siedzibą dowództwa Armii Rezerwowej był Bendlerblock w Berlinie.